# Cesvi
Cesvi ("cooperazione e sviluppo") è un'organizzazione umanitaria italiana fondata a Bergamo nel 1985. L'organizzazione è presente in 23 Paesi.

## Scopi
Cesvi si occupa di promozione dei diritti umani e sviluppo sostenibile.
Tra gli ambiti di intervento vi sono quello della risposta alle emergenze umanitarie per portare aiuto alle popolazioni colpite da catastrofi naturali o conflitti, come ad esempio durante lo tsunami nel Sud-est asiatico nel 2004, i terremoti di Haiti a Port-au-Prince nel 2010 e nel sudovest nell'agosto 2021, i sismi in Nepal (2015), in Emilia-Romagna (2012) e nel Centro Italia (2016), le ricorrenti siccità nel Corno d'Africa e l'emergenza causata dalla pandemia di COVID-19 nel 2020.
La protezione dell'infanzia attraverso l'istituzione di cosiddette "Case del Sorriso" che forniscono servizi e accoglienza a orfani, minori che vivono in strada o in stato di abbandono e bambini vittime di sfruttamento e violenza. Dal 2016 Cesvi ha avviato progetti di protezione dell'infanzia anche in Italia.
Si occupa inoltre di sicurezza alimentare, migliorare la nutrizione e promuovere l'agricoltura sostenibile attraverso un aumento della produttività agricola, l’introduzione di nuove tecnologie e la creazione di partnership pubblico-privato.

## Storia
L'organizzazione viene fondata il 15 gennaio 1985 da Maurizio Carrara, Paolo Caroli e altri quindici esponenti italiani impegnati nelle attività di solidarietà internazionale, ispirandosi alla struttura del Movimento Laici America Latina. Maurizio Carrara ricopre il ruolo di presidente di Cesvi per vent'anni, seguito da Giangi Milesi che resta in carica dal 2005 al 2017. La presidente attuale è Gloria Zavatta, mentre Piersilvio Fagiano ricopre la carica di Direttore Generale dal 2019. Il riconoscimento ufficiale come organizzazione non governativa (ONG) da parte del Ministero degli Affari Esteri italiano avviene nel 1985. Successivamente Cesvi diviene anche membro consultivo del Consiglio Sociale delle Nazioni Unite.
I primi progetti, varati negli anni ottanta, si concentrano in America Latina, mentre a partire dal 1989 l'intervento si allarga all'Asia. Negli anni '90 l'attività si focalizza sull'area balcanica dove imperversa il conflitto, mentre l’intervento in Africa inizia intorno agli anni 2000. Nel 2001 Cesvi inaugura “Fermiamo l’AIDS sul nascere”, un progetto che mira a impedire la trasmissione del virus dell’HIV da madre a figlio in Zimbabwe. È in questi anni che vengono inaugurate le Case del Sorriso, strutture di aiuto e accoglienza di minori che attualmente si trovano in sei Paesi. In Africa, oltre ai progetti di sviluppo e micro-imprenditorialità, Cesvi è protagonista della creazione del Parco Transfrontaliero del Grande Limpopo.
A partire dal 2010 interviene nelle emergenze che colpiscono Haiti, Pakistan, Libia e Corno d'Africa. Nel 2014 avvia il primo progetto per la protezione e l’inclusione dei Minori Stranieri Non Accompagnati (MSNA) in Sicilia. Nel 2017 estende le attività di protezione dell’infanzia in Italia con un programma di prevenzione e contrasto al maltrattamento infantile attraverso una rete di partner sul territorio nazionale. Nel 2018 inaugura l’intervento nell’ambito della migrazione in Paesi quali Libia, Libano, Niger ed Etiopia.
A livello italiano ed europeo, Cesvi promuove campagne di sensibilizzazione per incoraggiare la cittadinanza attiva soprattutto tra i più giovani. Nel 2015 partecipa ad Expo Milano 2015.
Dal 2008 cura la versione italiana dell’Indice Globale della Fame, oltre a realizzare paper di analisi politica, sociale ed economica come l’Indice regionale sul maltrattamento all’infanzia in Italia.

## Premi e riconoscimenti
Cesvi è stata la prima associazione non profit premiata con l’Oscar di Bilancio dalla Federazione Relazioni Pubbliche Italiana (FERPI) nel 2000. Ha ottenuto lo stesso riconoscimento nel 2011 e 2017.
L’organizzazione ha vinto il Premio Areté 2018 nella categoria comunicazione sociale per la campagna integrata #LiberiTutti.
Con il progetto nel Parco Transfrontaliero del Grande Limpopo, si è aggiudicata il secondo posto al World Responsible Tourism Award nella categoria Best for Local Economic Benefit.

## Reti italiane, europee e internazionali
Dal 2002 Cesvi fa parte del network europeo Alliance2015 insieme ad altre 8 ONG europee: ACTED (Francia); Concern Worldwide (Irlanda); Helvetas Swiss Intercooperation (Svizzera); Hivos (Olanda); People in Need (Repubblica Ceca); Welthungerhilfe (Germania) e Ayuda en Acción (Spagna - membro associato).
A livello italiano Cesvi fa parte di numerose reti, tra le quali: Alleanza Italiana per lo Sviluppo Sostenibile (ASviS) Archiviato il 2 aprile 2019 in Internet Archive., Link2007, GCAP Italia,.
Numerosi sono anche i tavoli di lavoro internazionali a cui l’organizzazione prende parte, come Platform for International Cooperation on Undocumented Migrants (PICUM), Voluntary Organisations in Cooperation in Emergencies (VOICE), CHS Alliance.